# Dermacentor dispar
Dermacentor dispar är en fästingart som beskrevs av Cooley 1937. Dermacentor dispar ingår i släktet Dermacentor och familjen hårda fästingar.
Artens utbredningsområde är Guatemala. Inga underarter finns listade i Catalogue of Life.